# زال‌فلدن
شهر زال‌فلدن (به آلمانی: Saalfelden) در استان سالزبورگ با جمعیت ۱۵٬۷۲۸ نفر در کشور اتریش واقع شده‌است.

## نگارخانه

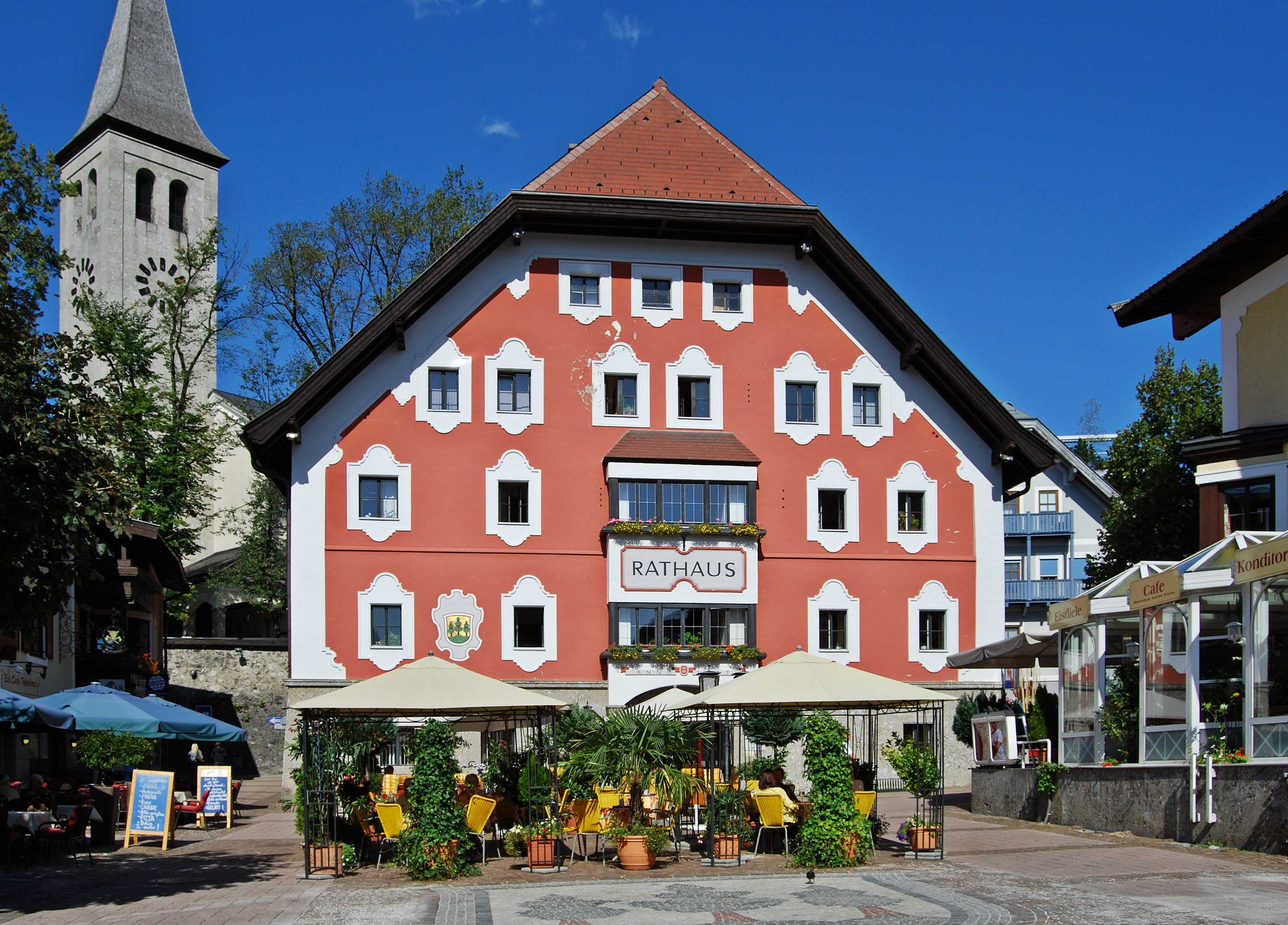
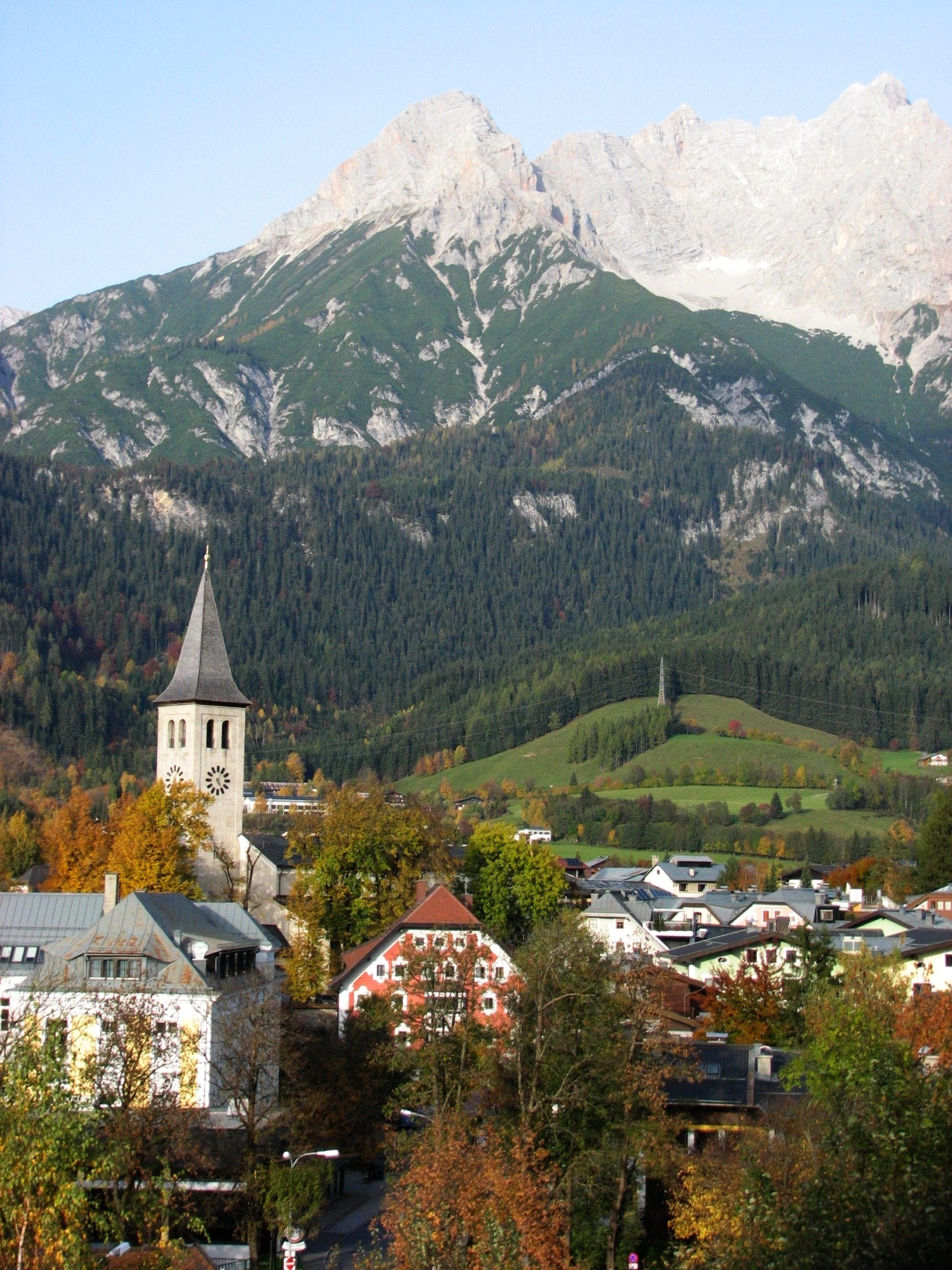
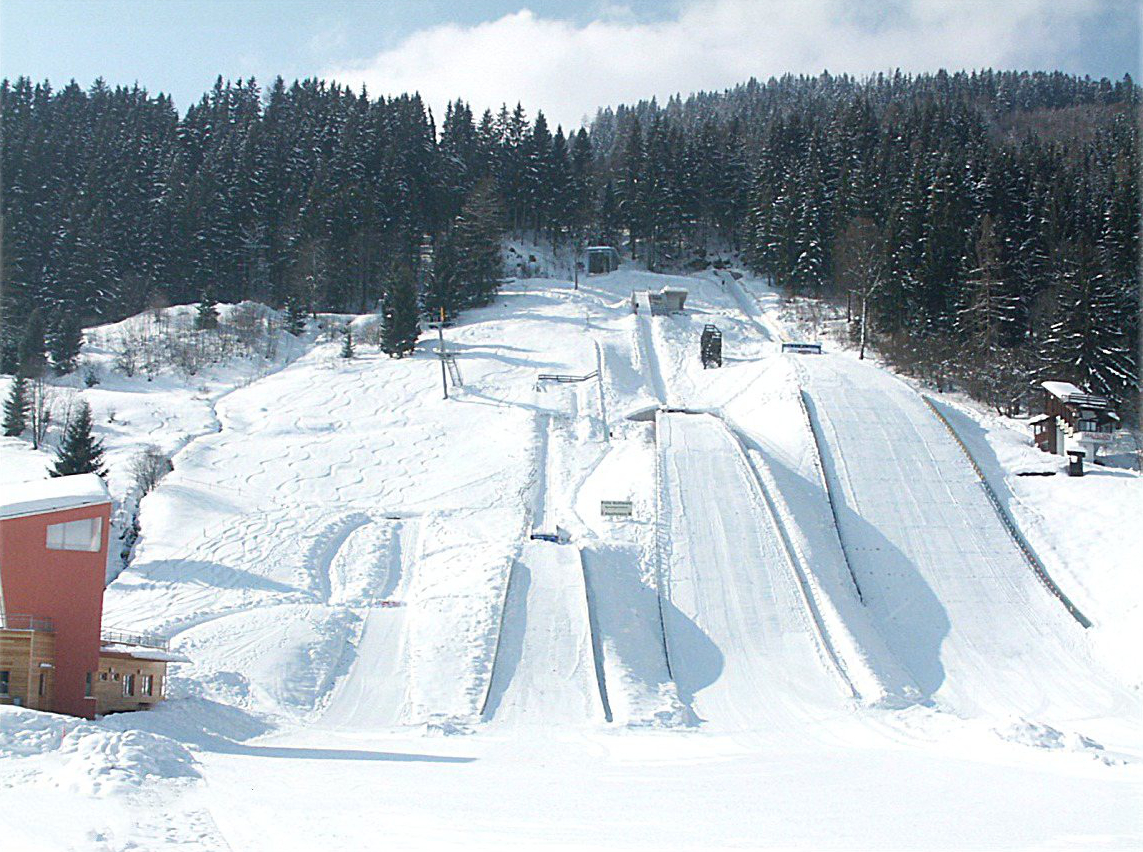